# Excavación

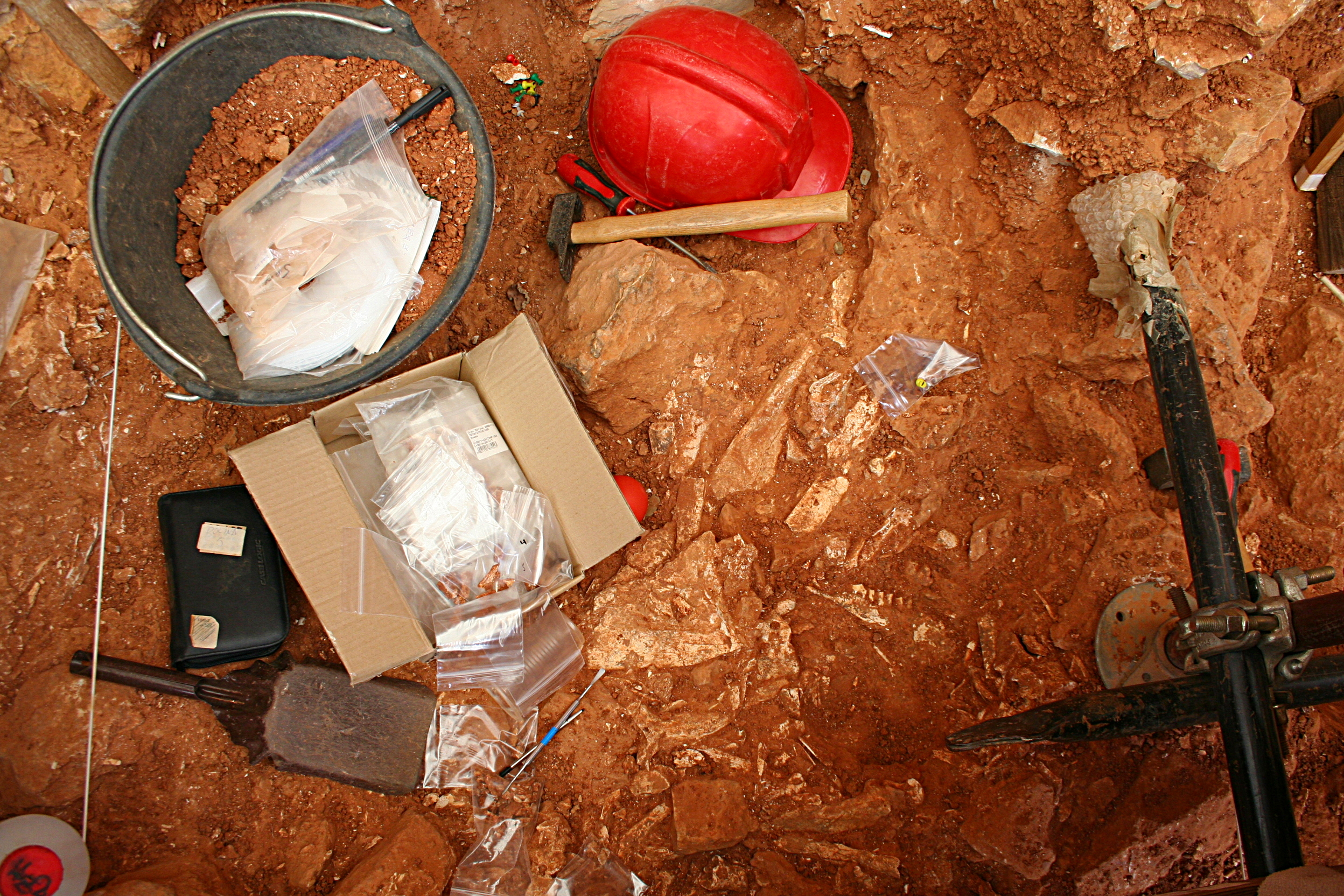
Herramientas necesarias para una excavación arqueológica.

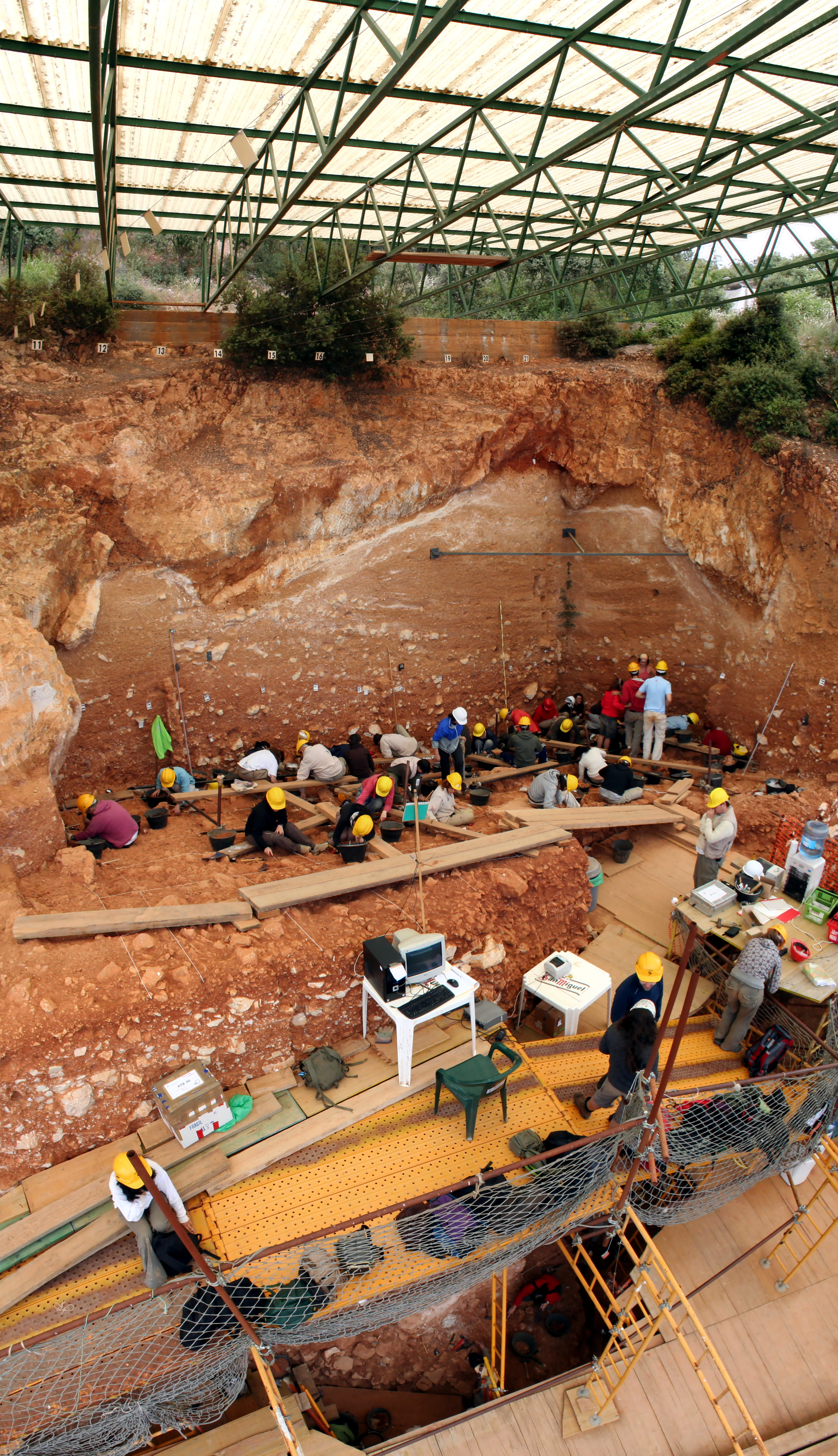
Excavación arqueológica de Atapuerca, España.

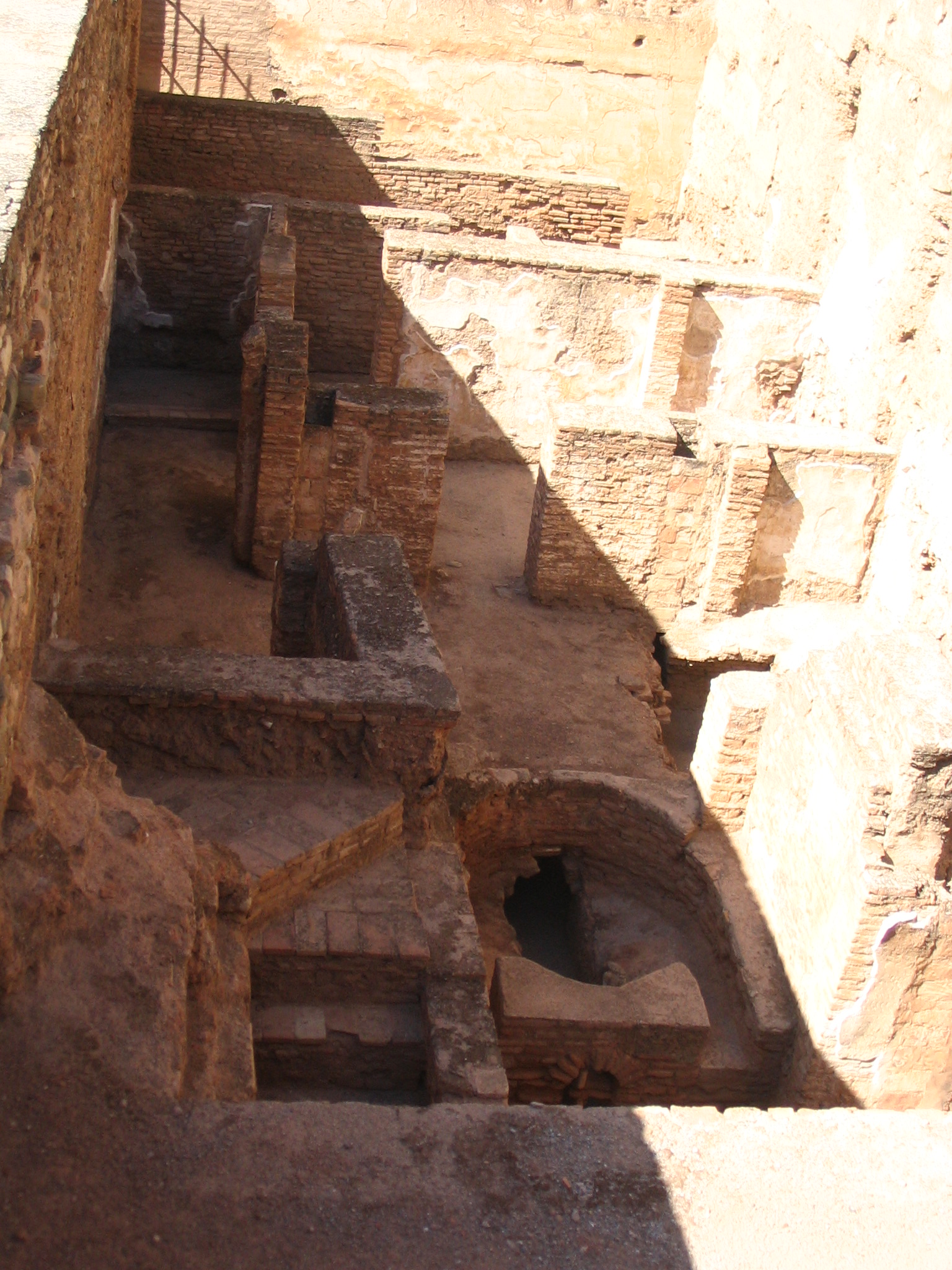
Trabajos de restauración de las termas de la ciudadela de la Alcazaba, en la Alhambra de Granada, España.

En arqueología, se denomina excavación al proceso de análisis de las estratigrafías naturales y antrópicas que se sedimentan en un determinado lugar. El proceso de excavación consiste en remover los depósitos en el orden inverso a como se han ido formando. Por este motivo es preciso comprender en todo momento durante una excavación: 1. los límites y la naturaleza de los depósitos que configuran la estratificación; 2. los procesos formativos que han dado lugar a estos depósitos; 3. el orden o la secuencia relativa con la que se han formado los depósitos.
Como se trata de una actividad destructiva (es decir, cada vez que se realiza una excavación se remueven y se destruye la posición original de los depósitos) es preciso documentar y registrar con toda atención los distintos elementos que componen la estratificación de un yacimiento.
Hasta hace unos años en la documentación arqueológica se tomaban en consideración solamente los estratos, construcciones y otros elementos dotados de materialidad. A partir de la contribución de Edward Harris se ha introducido la categoría de Unidad Estratigráfica para definir tanto las acciones estratigráficas que comportan una aportación de materia (Unidades Estratigráficas positivas), como la aportación de la misma (Unidades Estratigráficas negativas).
Los objetos arqueológicos solamente son significativos en función de los depósitos arqueológicos en los que están contenidos, de tal manera que la excavación no tiene como finalidad recuperar restos enterrados -edificios, objetos o vestigios de actividades humanas- sino construir una estratigrafía a partir de la estratificación que de sentido a estos objetos. 
Conviene en primer lugar distinguir la clase de yacimiento que se trata de excavar. En general, se puede distinguir entre los lugares de habitación y los lugares de enterramiento; en ocasiones, habitaciones y sepulturas se presentan íntimamente enlazadas. Hay que estudiar, como caso aparte, los yacimientos en cuevas, por la forma especial en que a veces se han de practicar los trabajos.

## Excavaciones en lugares de habitación
En las poblaciones antiguas se da con frecuencia la existencia en un mismo lugar de restos de diferentes épocas, por lo que es necesario precisar si existe estratigrafía. Son célebres los casos de la colina de Hisarlik, con su superposición de 10 poblaciones con restos de todas ellas; el de Susa con sus tres ciudades, etc.
Superposiciones tan complicadas no se ofrecen con frecuencia. En cualquier caso, siempre que haya objetos que no parezcan encajar en un mismo periodo histórico, conviene fijar si todos aparecen en el mismo nivel estratigráfico, si hay diferencias en la coloración según la profundidad, etc. El mejor método para no perder ninguna de estas observaciones consiste en abrir previamente zanjas profundas y estrechas que lleguen hasta la tierra virgen y que dará un corte viviente del yacimiento.
Es primordial respetar el resto de paredes y habitaciones, pues de la disposición de los mismos se puede obtener datos tan importantes como los mismos hallazgos. La observación de la técnica de construcción, la disposición de las habitaciones, etc., son a veces datos suficientes para determinar la fecha de una construcción y el fin a que estaba destinada. A la excavación de un edificio, sigue a veces, su reconstrucción. Esta puede limitarse a la conservación de los restos con solo colocar en su lugar ciertos elementos que se hayan podido desplazar, v. gr., levantar columnas caídas, abrir puertas tapiadas, etc. Otras veces se intenta volver el edificio a su primitiva forma y decoración. Entonces es cuando hay que obrar con suma cautela, pues es frecuente el caso de reconstrucciones absurdas anticientíficas y antiartísticas. Como ejemplo, el caso de las restauraciones en Creta de los antiguos palacios premicénicos, cuya decoración pintada fue censurada porque consistió en rehacerlos casi totalmente. Lo aconsejable es poner lo rescatado al abrigo de nuevas destrucciones y las obras necesarias para la preservación. En cuanto a los hallazgos, hay que guardar separadamente los procedentes de una misma cámara o recinto hasta finalizado su estudio, pues a pesar de las remociones y mezclas posteriores es probable que objetos encontrados en un mismo lugar guarden relación.

## Excavaciones en sepulturas

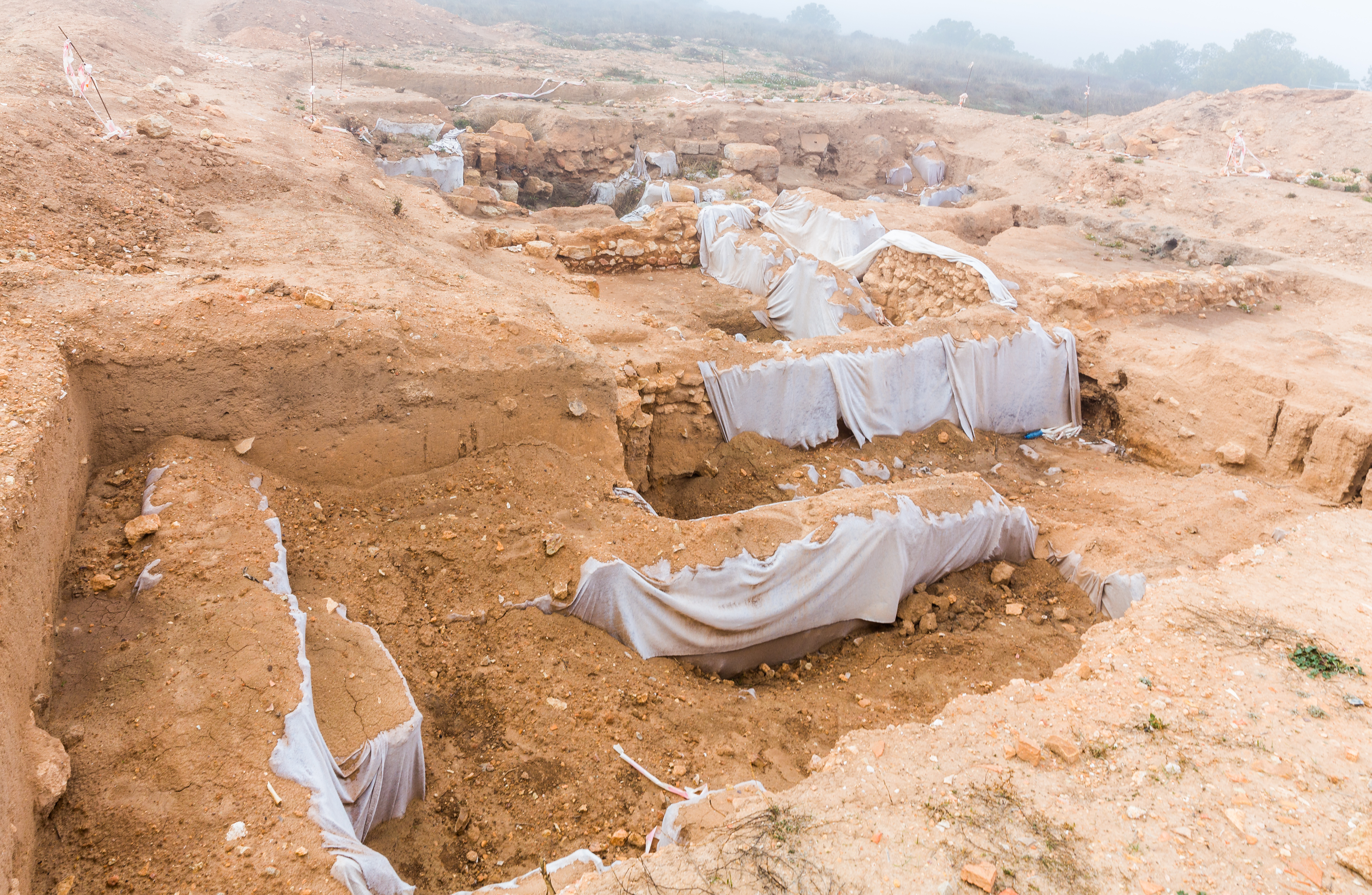
Yacimiento de Nuestra Señora del Pueyo, Belchite, España.

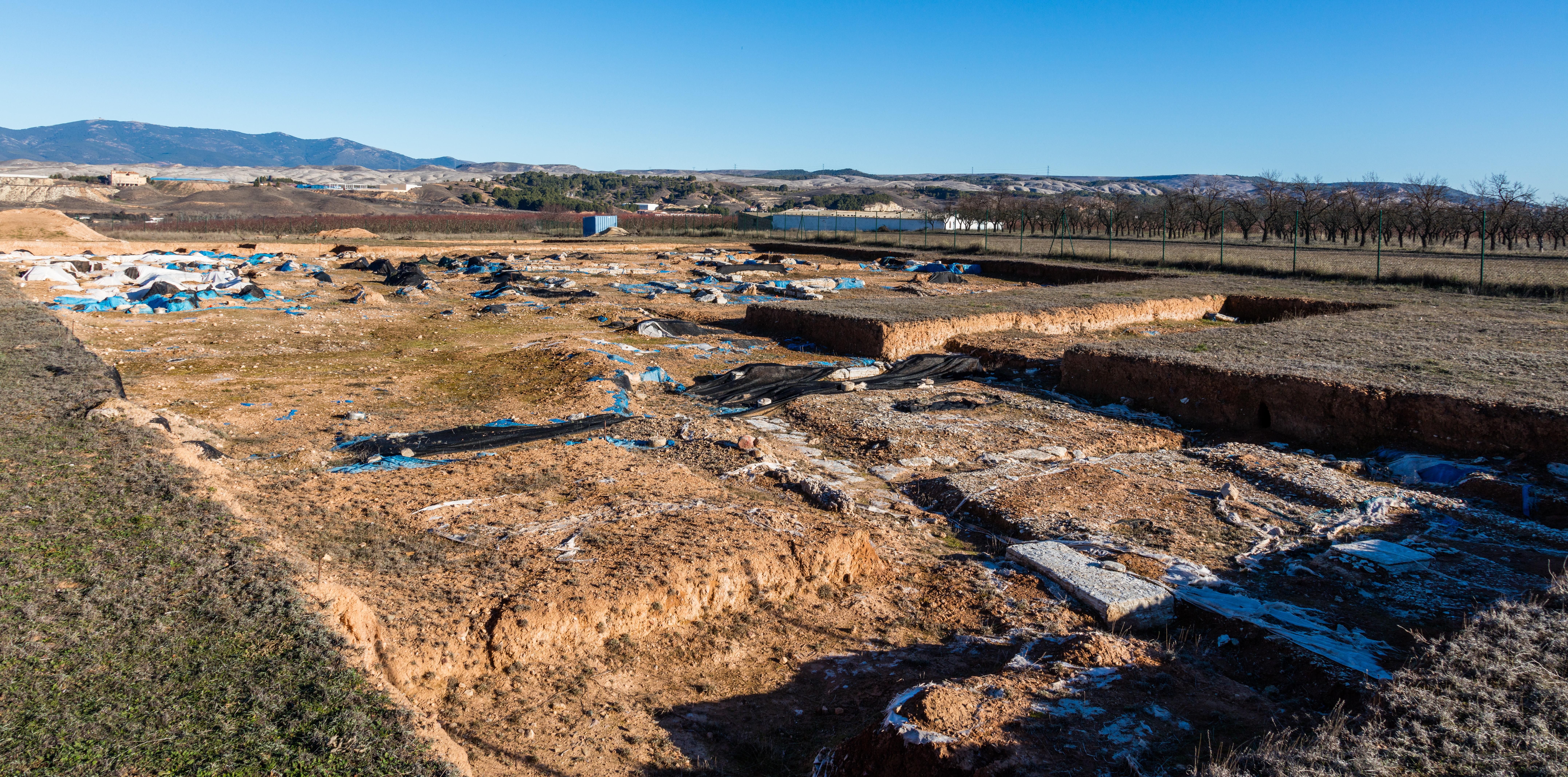
Zona arqueológica de Valdeherrera, Calatayud, España.

Una excavación metódica de una sepultura se limita a recoger los objetos que contiene, observando su situación especialmente respecto del cadáver, anotar la posición de este, guardando todos los restos óseos del mismo, y trazar la planta y el alzado del sepulcro, anotando asimismo su técnica constructiva. En los sepulcros de incineración el trabajo se simplifica, pues se trata de observar el estado de la cremación y si es el caso guardar las cenizas del mismo. Es de suma importancia que las sepulturas que tienen una inscripción, esta sea conservada e interpretada. De la misma manera, en las sepulturas medievales el estudio de los escudos y emblemas heráldicos es suficiente con frecuencia para fechar un sarcófago y determinar la familia y muchas veces la personalidad del inhumado. Es imprescindible levantar planos de conjunto de las necrópolis.

## Excavaciones en cuevas
Hay cuevas naturales y artificiales. Las primeras conservan casi íntegramente su disposición primitiva y, por tanto, puede decirse que todo su contenido es yacimiento excavable. Hay que prestar gran atención a su estratigrafía, pues son muchas las cuevas que han sido utilizadas con largos periodos de abandono. Asimismo han servido a un tiempo como lugares de inhumación y de habitación. La forma irregular del pavimento de las grutas con sus hendiduras, cámaras inferiores, etcétera, obliga a un trabajo más minucioso que en otro tipo de yacimientos. En cambio, la planta tiene un interés más relativo. Conviene alzarla para localizar en ella los hallazgos y observar si se han realizado trabajos de adaptación. Una observación aplicable a todas las excavaciones es la utilidad de examinar escrupulosamente las tierras extraídas y en muchos casos tamizarlas para que ninguno de los objetos de mínimo tamaño, que abundan especialmente en las sepulturas, puedan perderse.

## Excavaciones en suelos
En zonas urbanas es cada vez más frecuente realizar excavaciones para la construcción de sótanos de edificios y otras obras de carácter municipal, muchas de estas excavaciones suelen ser profundas (mayores a 4.0 m), y para su estabilización se requieren de sistemas de contención ajenos al propio talud. Una excavación puede definirse en ingeniería civil, como el retiro planificado, en forma manual o mecanizada, de cierto volumen de suelo, asociado con las primeras etapas de construcción de una obra.

En la actualidad la mayoría de las edificaciones por necesidades arquitectónicas cuentan con varios niveles de sótanos que suelen ser usados como estacionamientos, y que pueden tener profundidades variables, esto generalmente por optimización de espacios o bien por soluciones geotécnicas. Por tal razón, en este tipo de proyectos es fundamental determinar métodos de excavación apropiados y sistemas efectivos de contención del suelo, que protejan las paredes de la excavación y eviten posibles fallas del talud, que podrían afectar a estructuras vecinas e instalaciones municipales, además de al propio desarrollo del proyecto y al personal que labore en este, por lo que es indispensable estudiar bajo qué condiciones se realizarán los trabajos de excavación, tomando en cuenta que estos podrían causar pérdida de capacidad de carga, asentamientos, movimientos laterales, entre otros efectos. 

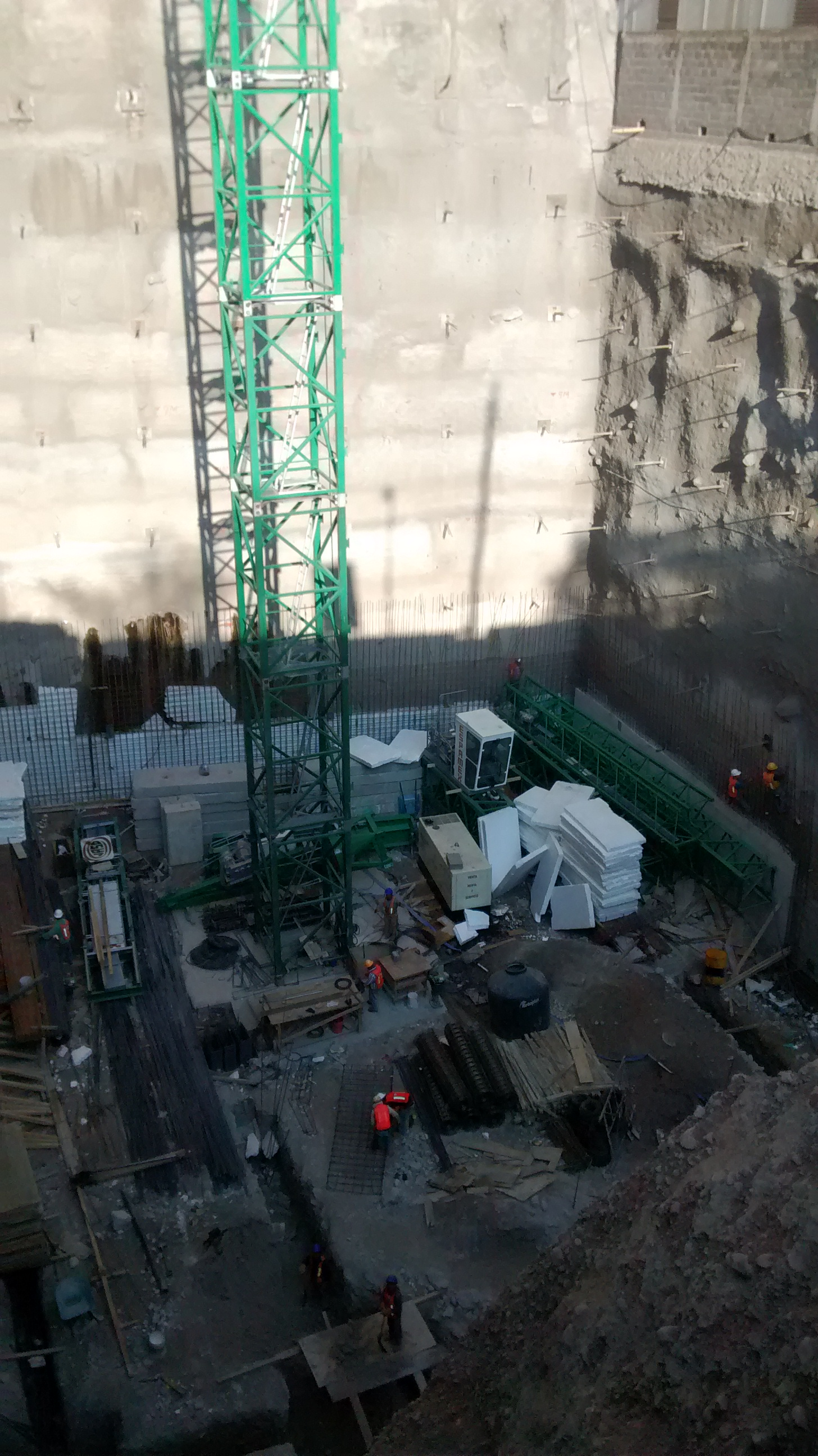
Excavación profunda

En esta sección se presentan los aspectos generales a considerar para el diseño de excavaciones, además de evaluar procedimientos y alternativas de construcción.

### Estabilidad de excavaciones profundas
Conceptualmente, los trabajos de excavación se refieren al proceso de movimiento de tierras para la construcción de una cimentación, cuando por necesidades arquitectónicas o condiciones geotécnicas se requiera.
Para garantizar la estabilidad de una excavación se analizan las fallas potenciales en las paredes, además de revisar la falla de fondo, que puede presentarse de dos maneras:
a)	Por capacidad de carga o corte en el fondo de la excavación, y
b)	Por sub-presión debido a la presencia de agua en el fondo de la excavación,
c)	Un tercer factor a revisar son las expansiones debidas a la liberación de esfuerzos, estas si bien no conllevan a la falla del fondo de la excavación, puede producir deformaciones inadmisibles del mismo, las cuales pueden afectar a colindancias y repercutir en el desarrollo del proyecto.
Entre las condiciones a revisar para garantizar la estabilidad de una excavación se encuentran las siguientes:

#### Falla de fondo por esfuerzo cortante
Esta se presenta en arcillas blandas y saturadas, manifestándose como un levantamiento brusco del fondo, provocado por el desalojo del material a la par del hundimiento repentino de la superficie del terreno aledaño a la excavación, lo que puede ocasionar el colapso de las paredes de la misma o del sistema de soporte lateral si este existiera.
Factores de seguridad recomendados contra falla de fondo
El factor de seguridad contra falla de fondo es función del tiempo que la excavación permanece abierta, sin carga ni inundación; lo cual está relacionado con dos factores que afectan la resistencia al corte de las arcillas a través del tiempo, que son:
1)	La velocidad de la deformación de las paredes y del fondo de la excavación disminuye con el tiempo que el fondo permanece descargado, por lo que la resistencia al corte de la arcilla disminuye respecto a su valor determinado en la prueba triaxial no drenada, en la que el volumen se mantiene constante y la velocidad de la deformación es mayor que la que ocurre en campo.
2)	La expansión volumétrica de la arcilla subyacente al fondo de la excavación está en función del tiempo que permanece descargada y va acompañada de absorción de agua y de la consiguiente disminución de la resistencia al corte.
Tomando en cuenta estos fenómenos que afectan la resistencia al corte de la arcilla a través del tiempo, y basándose en la observación del comportamiento de excavaciones en obras como el Metro subterráneo en las arcillas de la Ciudad de México, algunos autores recomiendan valores del factor de seguridad, aplicables según el tiempo de exposición del fondo a la descarga.
- Si el peso del suelo desalojado en la última etapa de la excavación se sustituye por la losa de fondo y parte de la estructura de cimentación en el mismo día en que se termina la excavación, puede ser aceptable un factor de seguridad de 1.40. Sin embargo, en la práctica profesional es muy poco probable que se presente esta situación.
- Si el tiempo de exposición del fondo sin carga es menor de 15 días, el factor de seguridad mínimo recomendable es de 1.50.
- Para un tiempo de exposición sin carga, menor de 45 días, es recomendable un factor de seguridad mínimo de 1.60.
- Si el tiempo de exposición del fondo a la descarga es menor de 90 días, es recomendable un factor de seguridad mínimo de 1.70.
- Para un tiempo de exposición de hasta de 180 días se recomienda un factor de seguridad mínimo de 1.80.
- Si el fondo de la excavación debe permanecer descargado por más de 180 días, es necesario contar con un factor de seguridad mínimo de 2. Sin embargo, aun cuando este factor de seguridad es adecuado para la estabilidad del fondo, debe tenerse en cuenta que los asentamientos de la superficie del terreno adyacente son función del tiempo que la excavación permanece abierta con el nivel freático abatido; por tal razón, la ejecución de excavaciones profundas en arcillas blandas deben ser planeadas para realizarlas en el menor tiempo posible, dentro de la seguridad contra falla del fondo y con el menor asentamiento posible de las colindancias, con el fin de evitar daños a construcciones o instalaciones vecinas.